# Boeing CC-137
El Boeing CC-137 es la designación de cinco aviones de transporte Boeing 707-347C que sirvieron con las Fuerzas Canadienses de 1970 a 1997. Los aviones proporcionaban transporte de largo alcance de pasajeros a los militares, transporta VIP al gobierno y reabastecimiento en vuelo a los cazas, como el CF-116 Freedom Fighter y el CF-18 Hornet. Fue reemplazado por el Airbus CC-150 Polaris en la tarea de transporte y mucho más tarde en la de cisterna.

## Diseño y desarrollo
En los años 60 del siglo XX, la Real Fuerza Aérea Canadiense emitió un requerimiento para reemplazar la vetusta flota de transportes Canadair CC-106 Yukon y Canadair CC-109 Cosmopolitan. Inicialmente, el Boeing KC-135 fue considerado porque su versátil diseño podía incluso cumplir la todavía no especificada tarea de reabastecimiento en vuelo. Aunque un avión construido "a propósito" habría venido mejor a los requerimientos de la RCAF, pronto se presentó una oportunidad de adquirir Boeing 707 como alternativa.

## Historia operacional

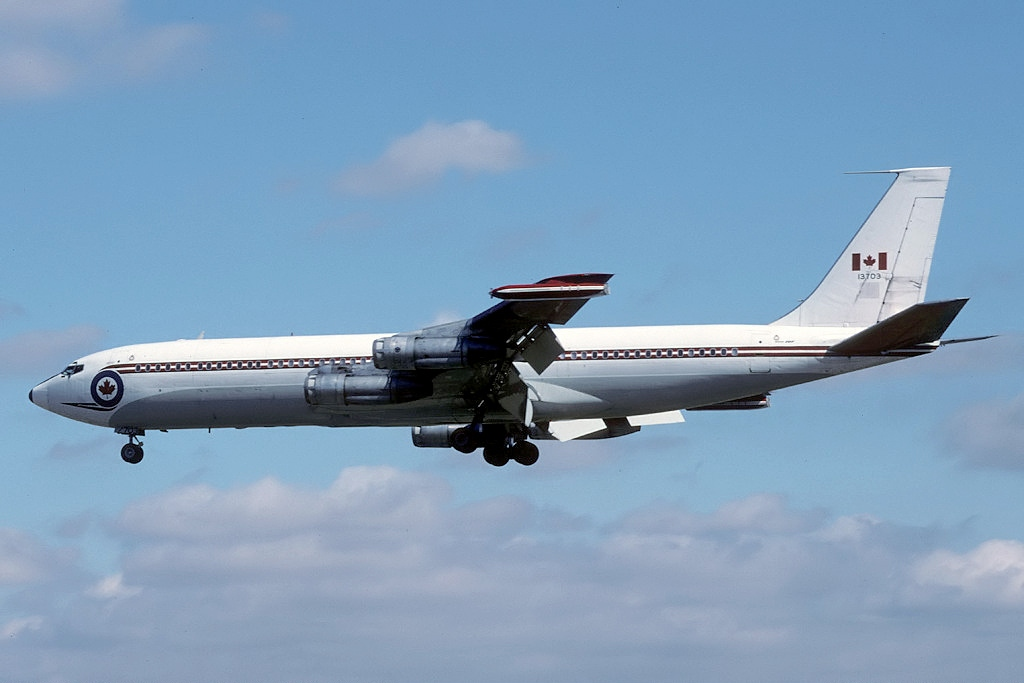
Cisterna Boeing CC-137 en 1994.

Canadá compró cinco Boeing 707 en 1970-71 para reemplazar los CC-106 Yukon de la RCAF en la tarea del transporte de largo alcance, y al CC-109 Cosmopolitan como transporte ejecutivo o de corto alcance. Los cuatro primeros aviones habían sido construidos para Western Airlines, pero esa orden fue posteriormente cancelada; el quinto fue comprado separadamente un año más tarde. Para complementar los requerimientos de Canadá en reabastecimiento en vuelo, dos aviones fueron equipados con cápsulas de reabastecimiento de sistema sonda-cesta fabricados por Beechcraft, en 1972. Los dos juegos de equipamiento de reabastecimiento fueron pasados de avión a avión para mantener el uso de la flota incluso entre las células.
La flota de CC-137 acumuló un total combinado de 191154 horas, permaneciendo en servicio como transporte hasta 1995, continuando dos aviones en uso como cisternas hasta 1997.
La mayor parte de la flota acabó con el programa del Northrop Grumman E-8 Joint STARS, ya fuera como fuentes de repuestos o convertidos al estándar E-8C para la Fuerza Aérea de los Estados Unidos.

## Operadores
Canadá
- Mando Aéreo de las Fuerzas Canadienses
  - No. 437 "Husky" Squadron RCAF basado en CFB Trenton, Ontario.

## Especificaciones (CC-137)
Referencia datos: Boeing CC137 (707-347C)

### Características generales
- Tripulación: Tres.
- Capacidad: 170 pasajeros.
- Carga: 41000 kg
- Longitud: 46,61 m
- Envergadura: 44,42 m
- Altura: 12,93 m
- Superficie alar: 280 m²
- Peso vacío: 63569 kg
- Peso cargado: 148000 kg
- Planta motriz: 4× turbofán Pratt & Whitney JT3D-7.
  - Empuje normal: 87,6 kN (19700 lbf) de empuje cada uno.

### Rendimiento
- Velocidad crucero (Vc): 994 km/h
- Alcance: 12290 km
- Techo de vuelo: 12000 m (39000 pies)

### Desarrollos relacionados
- Boeing 707
- Boeing C-137 Stratoliner

### Secuencias de designación
- Secuencia C_- (Aeronaves de las Fuerzas Canadienses (pos-1968)): ← CT-134 -CH-135 - CH-136 - CC-137 - CC-138 - CH-139 - CP-140 →